# グジェゴシ・ボジアナ
グジェゴシ・ボジアナ（1981年6月3日-）は、ポーランドのバイアスロンの選手である。彼は、2006年冬季オリンピックの男子20km個人に出場した。

## 参照資料
1. ↑  “Grzegorz Bodziana Olympic Results”.  Sports Reference LLC. 2020年4月17日時点のオリジナルよりアーカイブ。2019年6月9日閲覧。